# Andrew Musgrave
Andrew Musgrave (Poole, 6 marzo 1990) è un fondista britannico.

## Biografia
Musgrave, attivo in gare FIS dal dicembre del 2007, ha esordito in Coppa del Mondo il 29 novembre 2008 a Kuusamo (78°) e ai Campionati mondiali a Liberec 2009, dove si è classificato 56° nella 15 km, 65° nella sprint, 45° nell'inseguimento, 17° nella sprint a squadre e 14° nella staffetta. L'anno dopo ha debuttato ai Giochi olimpici invernali: a Vancouver 2010 si è piazzato 55° nella 15 km, 51° nell'inseguimento, 58° nella sprint e non ha completato la sprint a squadre.
Ai Mondiali di Oslo 2011 è stato 50° nella 15 km, 59° nella 50 km, 28° nella sprint, 58° nell'inseguimento, 22° nella sprint a squadre e 15° nella staffetta, mentre a quelli di Val di Fiemme 2013 si è classificato 28° nella 15 km, 41° nella 50 km e 38º nello skiathlon. Ai XXII Giochi olimpici invernali di Soči 2014 è stato 44° nella 15 km, 53° nella 50 km, 29° nella sprint e non ha completato la sprint a squadre.
Nel 2015 ai Mondiali di Falun si è classificato 16° nella 15 km, 34° nella 50 km e 12° nello skiathlon; nel 2017 a quelli di Lahti nelle medesime specialità si è piazzato rispettivamente al 12°, al 4° e all'11º posto. Il 16 dicembre 2017 ha colto a Dobbiaco il suo primo podio in Coppa del Mondo (3º). Ai XXIII Giochi olimpici invernali di Pyeongchang 2018 si è classificato 28º nella 15 km, 37º nella 50 km, 7º nello skiathlon e 12º nella sprint a squadre; l'anno successivo ai Mondiali di Seefeld in Tirol è stato 8º nella 15 km, 8º nella 50 km e 7º nello skiathlon, mentre a quelli di Oberstdorf 2021 si è classificato 10º nella 15 km, 7º nella 50 km e 7º nello skiathlon. Ai XXIV Giochi olimpici invernali di Pechino 2022 si è piazzato 46º nella 15 km, 12º nella 50 km e 17º nello skiathlon; ai Mondiali di Planica 2023 è stato 9º nella 15 km, 34º nella 50 km e 14º nello skiathlon e a quelli di Trondheim 2025 è stato 6º nella 50 km, 16º nella 10 km, 7º nello skiathlon e 9º nella staffetta.

## Palmarès

### Coppa del Mondo
- Miglior piazzamento in classifica generale: 12º nel 2023
- 3 podi (individuali):
  - 1 secondo posto
  - 2 terzi posti

#### Coppa del Mondo - competizioni intermedie
- 2 podi di tappa:
  - 1 secondo posto
  - 1 terzo posto